# Jeremy Borash
Jeremy Borash (Minneapolis, 19 de julho de 1974) é um comentarista, locutor, anunciador de ringue, escritor, entrevistador, produtor e designer de website americano de wrestling profissional. Trabalhou para a falida World Championship Wrestling (WCW) e para a extinta World Wrestling All-Stars, sendo atualmente um membro influente da equipe da Total Nonstop Action Wrestling (TNA), onde trabalha desde sua criação em 2002. Ele atualmente serve como o entrevistador nos bastidores para a TNA, sendo também um membro da equipe criativa da empresa, bem como um apresentador dos conteúdos on-line, tais como o TNA Today.

## Carreira no wrestling

### Total Nonstop Action Wrestling (2002–presente)
Em março de 2002, Borash se juntou a Jeff Jarrett no lançamento da Total Nonstop Action (TNA) em Nashville, Tennessee. Como o segundo funcionário da empresa contratada, Borash trabalhou em diversos cargos para a organização, incluindo anunciador de ringue, editor de vídeo, e escritor chefe.
Em janeiro de 2006, Borash tornou-se o entrevistador de bastidores do TNA Impact! na Spike TV, uma posição que ele sonhou quando criança, tendo como seu ídolo Gene Okerlund. Em abril de 2007, Borash lançou o TNA Today no site oficial da empresa, um show que ele recebe membros corporativos da TNA.
Em 14 de junho de 2010, Borash começou a trabalhar como o comentarista principal do Impact! Xplosion. Ele também trabalhou como comentarista ao lado de Mike Tenay em 10 de julho de 2011, no pay-per-view Destination X. Em 25 de outubro de 2012, Borash e o estreante Todd Keneley começaram a trabalhar como equipe de comentaristas na primeira hora do Impact Wrestling, onde ficou até 8 de novembro de 2012.

## Outras aparições na televisão
| Ano  | Título         | Papel     | Notas                                  |
| ---- | -------------- | --------- | -------------------------------------- |
| 2005 | Blue Collar TV | Ele mesmo | Juntamente com outros lutadores da TNA |

## Filmografia
| Ano  | Título           | Papel                  | Notas |
| ---- | ---------------- | ---------------------- | ----- |
| 2003 | Head of State    | "Locutor de wrestling" |       |
| 2005 | Forever Hardcore | Diretor                |       |